# Peter Betthausen
Peter Betthausen (geboren am 27. Juni 1941 in Harzgerode; gestorben am 24. Juli 2025) war ein deutscher Kunsthistoriker.

## Leben
Betthausen studierte Kunstgeschichte, Geschichte und Ästhetik an der Humboldt-Universität zu Berlin.
Von 1966 bis 1986 war er dort und an der Universität Leipzig tätig. An der Berliner Universität promovierte er 1971 über Hypothesen zu einer kunstwissenschaftlichen Stiltheorie und habilitierte 1986 über Künstlergemeinschaften der deutschen Romantik. Darüber hinaus war er von 1974 bis 1986 Mitarbeiter am Institut für Ästhetik und Kunstwissenschaften  der Akademie der Wissenschaften der DDR. Ab 1986 leitete er als Direktor die Nationalgalerie der DDR. In seiner bis Januar 1991 dauernden Amtszeit zeigte er eine Reihe von Ausstellungen zu Künstlern des 19. und 20. Jahrhunderts, darunter Wolfgang Mattheuer, Wilhelm Lehmbruck, Werner Tübke, Gerhard Altenbourg und Bernhard Heisig. Zudem organisierte er Ausstellungen aus Beständen der Nationalgalerie in Wien und verschiedenen Orten der Vereinigten Staaten. Später arbeitete Betthausen als freier Kunsthistoriker in Berlin. In seinen zahlreichen Veröffentlichungen widmete er sich überwiegend der Kunst des 19. Jahrhunderts und der Geschichte der Kunstgeschichtsschreibung. Betthausen war seit 2004 Mitglieder der Leibniz-Sozietät der Wissenschaften zu Berlin.

## Veröffentlichungen (Auswahl)
- Anton Graff. Reihe Maler und Werk. Verlag der Kunst, Dresden 1973.
- Arnold Böcklin. Reihe Maler und Werk. Verlag der Kunst, Dresden 1975.
- (Hrsg.): Studien zur deutschen Kunst und Architektur um 1800. Verlag der Kunst, Dresden 1981.
- Karl Friedrich Schinkel. Henschel, Berlin 1983.
- mit Brigitte Schmitz, Bernhard Maaz: Schinkelmuseum Friedrichswerdersche Kirche. Staatliche Museen zu Berlin, Nationalgalerie, Berlin 1989.
- Die Präraffaeliten. Henschel, Berlin 1989, ISBN 3-362-00392-3.
- mit Gottfried Riemann, Klaus Albrecht Schröder: Von Caspar David Friedrich bis Adolph Menzel: Aquarelle und Zeichnungen der Romantik aus der Nationalgalerie Berlin/DDR. Prestel, München 1990, ISBN 978-3-7913-1047-3.
- Die Museumsinsel zu Berlin. Henschel, Berlin 1990, ISBN 978-3-362-00275-2.
- mit Max Kunze (Hrsg.): Jacob Burckhardt und die Antike. Von Zabern, Mainz 1998, ISBN 978-3-8053-2514-1.
- mit Max Kunze (Hrsg.): Wiedergeburt griechischer Götter und Helden, Homer in der Kunst der Goethezeit. Von Zabern, Mainz 1999, ISBN 978-3-8053-2596-7.
- mit Peter H. Feist, Christiane Fork: Metzler-Kunsthistoriker-Lexikon, zweihundert Porträts deutschsprachiger Autoren aus vier Jahrhunderten. Metzler, Stuttgart/Weimar 1999, ISBN 978-3-476-01535-8.
- H. O. Gehrcke: 1896–1988, ein Malerleben an der Havel. Stiftung Preußische Schlösser und Gärten Berlin-Brandenburg, Berlin 1999.
- Friedrich Wilhelm IV. von Preussen, Briefe aus Italien 1828. Herausgeber, Deutscher Kunstverlag, München und Berlin 2001, ISBN 978-3-422-06333-4.
- mit Bettina Hagen und Max Kunze: Antike in Wien: die Akademie und der Klassizismus um 1800. Von Zabern, Mainz 2002, ISBN 978-3-8053-3065-7.
- mit Peter H. Feist, Axel Rügler: Augen unterwegs …, Reisebilder, Aquarelle und Zeichnungen von Georg Dehio. Rutzen, Ruhpolding 2005, ISBN 3-938646-00-4.
- Georg Dehio, ein deutscher Kunsthistoriker. Deutscher Kunstverlag, München 2004, ISBN 3-422-06399-4.
- mit Ulrike Hager, Peter H. Feist (Hrsg.): Ronald Paris – Lob des Realismus. Faber & Faber, Leipzig 2008, ISBN 978-3-86730-063-6.
- Philipp Otto Runge – Briefwechsel. Herausgeber, Seemann, Leipzig 2010, ISBN 978-3-86502-242-4.
- mit Frank-Lothar Kroll (Hrsg.): Kunst in Preußen – preußische Kunst? Duncker & Humblot, Berlin 2016, ISBN 978-3-428-14863-9.